# Jan Hadrava
Jan Hadrava (* 3. Juni 1991 in Odolena Voda) ist ein tschechischer Beachvolleyballspieler.

## Karriere
Hadrava erreichte 2009 bei der U20-Europameisterschaft in Griechenland mit Lukáš Gucký den 13. Platz. 2010 wurde das Duo beim gleichen Wettbewerb in Catania Neunte. Das gleiche Ergebnis erreichte Hadrava bei der U23-Europameisterschaft 2011 in Porto mit David Lenc. Seit 2012 bildet Hadrava ein Duo mit Robert Kufa. Im ersten gemeinsamen Jahr belegten Kufa/Hadrava den zweiten Platz beim Masters in Novi Sad und gewannen das Turnier in Warna. 2013 belegten sie den neunten Platz des Grand Slams in Corrientes und siegten beim Satellite-Turnier in Montpellier. Außerdem sind sie für die WM in Stare Jabłonki qualifiziert.